# Philosophical Hall
Philosophical Hall es un edificio histórico en 104 S. 5th Street en Center City, Filadelfia, Pensilvania, Estados Unidos. Ubicado cerca de Independence Hall, el edificio ha sido, durante más de 200 años, la sede de la Sociedad Filosófica Estadounidense. Fue designado Monumento Histórico Nacional en 1965 por su asociación con esa organización.

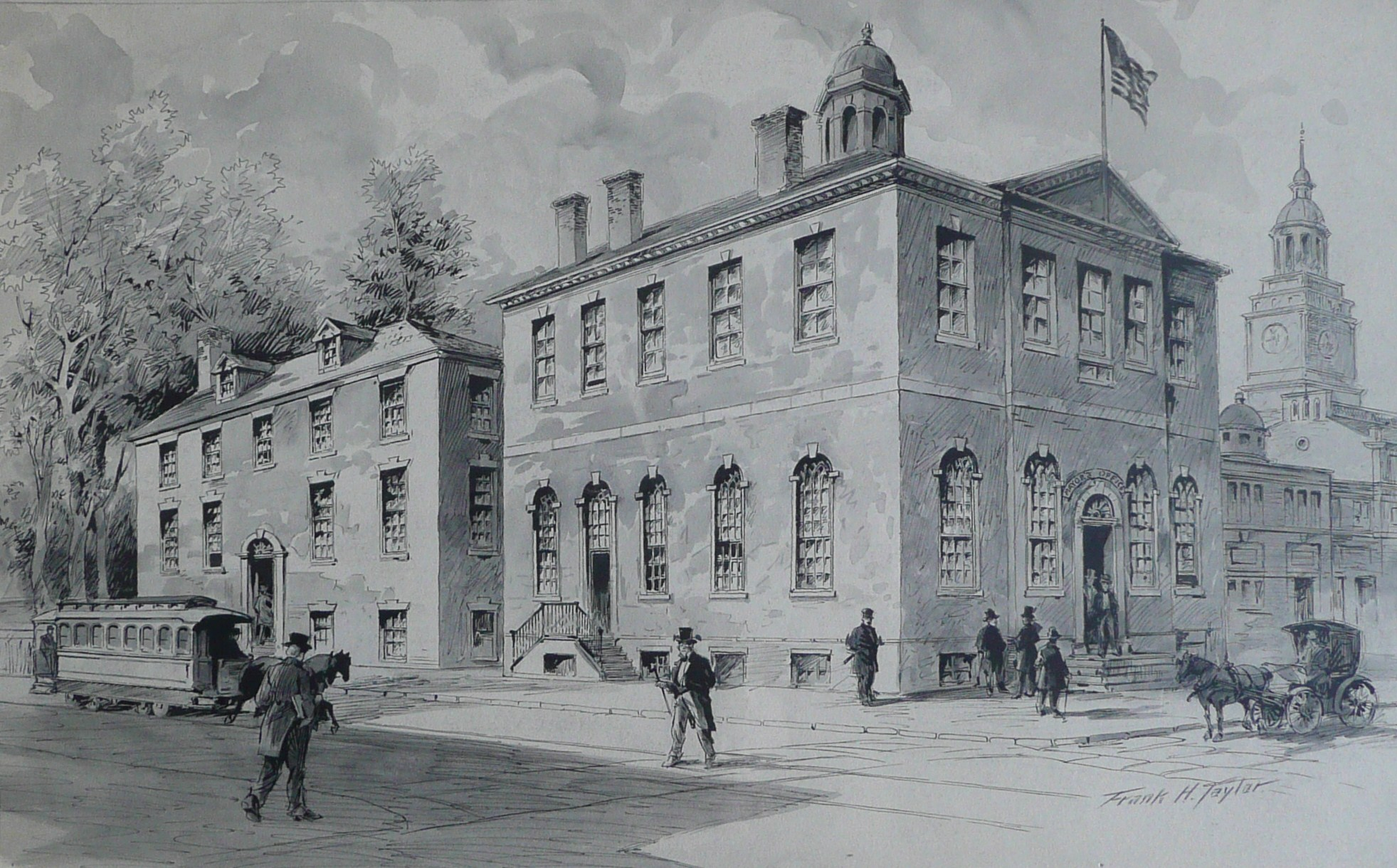
Philosophical Hall, Filadelfia, a la izquierda en una acuarela de 1919

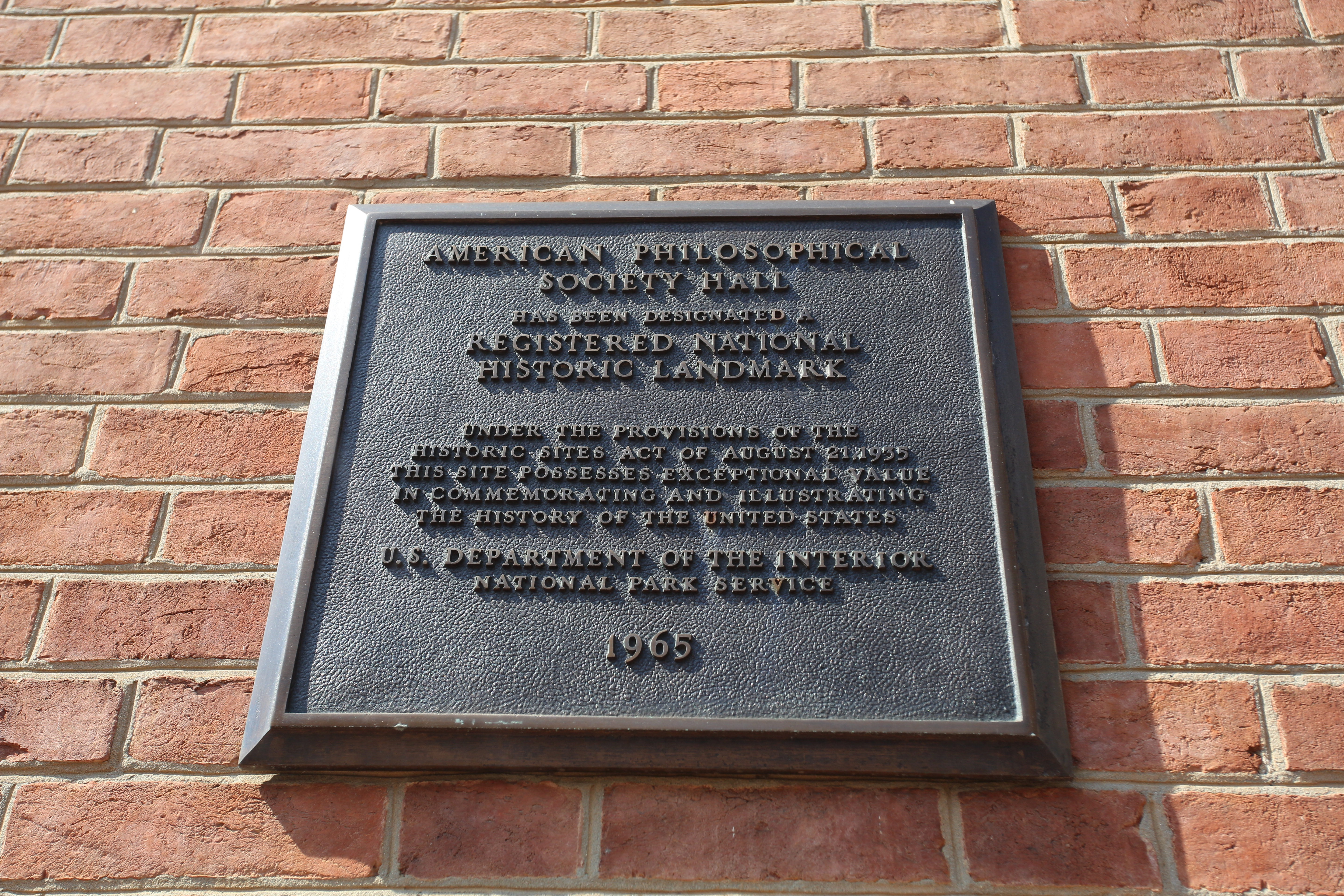
Placa de monumento histórico nacional

## Origen
Durante veinte años después de su fundación, la Sociedad Filosófica Estadounidense (APS) no tuvo un hogar propio y se reunió en diferentes lugares de Filadelfia. En 1783, los miembros de APS votaron para construir un edificio en el que se pudieran realizar reuniones. La Sociedad originalmente consideró un lote cerca de Arch Street, pero quedó disponible un lote en el patio de la Casa del Estado, ahora Independence Square. En 1785, la Asamblea Legislativa de Pensilvania, que se reunió en la Casa del Estado, hoy conocida como Salón de la Independencia, votó para dar el lote a la Sociedad.
La Sociedad inmediatamente comenzó la excavación del sótano del nuevo edificio. Sin embargo, la recaudación de fondos avanzó lentamente, y el edificio tardó cuatro años en construirse, el dinero final necesario para completarlo provino de un préstamo del miembro de la Sociedad, Benjamin Franklin.

## Historia
Proporcionó un lugar para las reuniones de APS, así como para sus oficinas y biblioteca. El edificio era más grande que los requisitos de la Sociedad y alquilaba habitaciones. Las clases de la Universidad de Pensilvania se llevaron a cabo aquí durante varios años. Charles Willson Peale ubicó aquí su Museo de Filadelfia durante varios años. El gobierno también alquiló espacio, incluida la ciudad y el Tribunal de Distrito de los Estados Unidos para el Distrito Este de Pensilvania. La Sociedad finalmente puso fin a su práctica de alquilar espacio en 1934, cuando un importante legado de un miembro la colocó sobre una base financiera sólida.
La Sociedad consideró abandonarlo varias veces, una vez cuando la ciudad buscó adquirir el edificio como palacio de justicia; sin embargo, las partes no pudieron ponerse de acuerdo sobre un precio. A principios del siglo XX, la Sociedad consideró mudarse al bulevar recién construido, Benjamin Franklin Parkway. Los planificadores esperaban atraer a grupos intelectuales a las oficinas en Parkway. Los miembros de la Sociedad consideraron esto varias veces, pero el legado de 1934 puso fin a las discusiones; la APS permaneció aquí. En 1890, la APS leconstruyó un tercer piso en Philosophical Hall para albergar su biblioteca en expansión, pero la adición se consideró fea y se eliminó en 1949, después de que la biblioteca se mudara a otro espacio.
Hoy, brinda espacio para las oficinas de la APS y alberga un museo que está abierto al público de abril a diciembre de cada año. Las reuniones bianuales se trasladaron a Benjamin Franklin Hall, a una cuadra de distancia, en 1993. Es la única estructura de propiedad privada en Independence Square.